# 추이 (정치인)
추이(중국어 정체자: 邱毅, 병음: Qīu Yì, 1956년 5월 8일 ~ )는 타이완의 정치인이자 시사평론가이다. 